# 18e division d'infanterie (Royaume-Uni)
Pour les articles homonymes, voir 18e division.
La 18e (Eastern) division est une division d'infanterie de l'armée britannique. Elle est formée en septembre 1914 et fait partie du groupe d'armée K2 de la Nouvelle Armée (New Army) créée par Kitchener. La 18e division débarque en France le 25 mai 1915 et passe la totalité de la Première Guerre mondiale sur le front de l'ouest. Elle est considérée comme l'une des divisions d'élite de l'armée britannique, elle prend part aux combats de la bataille de la Somme et de la Bataille de Passchendaele.

## Chef de corps
- 1916 - janvier 1917 : Major-général Ivor Maxse.

## Première Guerre mondiale

### Historique

#### 1916
La division participe à la bataille de la Somme :
le premier jour de la bataille, la division atteint ses objectifs à proximité de Montauban
Bataille de la crête de Bazentin où la division capture le bois du Trône
Bataille du bois Delville
Bataille de la crête de Thiepval
Bataille des hauteurs de l'Ancre, la division participe à la prise de la redoute des Souabes (Schwaben Redoubt) et de la tranchée Régina.

#### 1917
En 1917, la division est impliquée dans des opérations sur l'Ancre. Elle poursuit les Allemands lors de leur retraite volontaire vers la ligne Hindenburg.
La division participe ensuite aux combats lors de la bataille d'Arras. Elle est affectée dans la région des Flandres et participe aux différentes batailles de la 3e bataille d'Ypres. Elle combat aux batailles de la crête de Pilckem, de Langemarck, de Passchendaele.

#### 1918
La 18e division d'infanterie combat lors de l'offensive allemande de printemps en Picardie. Elle combat lors de la bataille de Saint Quentin, de la bataille de l'Avre et lors des combats de Villers-Brettoneux.
Au cours de l'été 1918, la division participe aux combats qui repoussent les troupes allemandes de la région de la Somme. Une nouvelle fois, la division s'empare du bois du Trône. Elle combat ensuite lors de la bataille de Bapaume. Elle combat ensuite pour la prise de la ligne Hindenburg, lors des batailles d'Epehy et du canal de Saint Quentin.
Au cours de l'automne, la 18e division combat à la bataille de la Selle et à la bataille de la Sambre.
Lorsque l'armistice entre en vigueur le 11 novembre 1918, la 18e division est en réserve du 13e corps, elle est cantonnée à proximité du Cateau. La démobilisation débute le 10 décembre 1918 et dure jusqu'au 19-20 mars 1919. À cette date, la division est définitivement dissoute. Les pertes de la 18e division s'élèvent à 46 503 tués, blessés et disparus. La division compte 13 727 morts listés dans le parchemin d'honneur conservé à l'église Saint James à Colchester.

### Composition
53e brigade :
10e (Service) Bataillon, the Essex Regiment
8e (Service) Bataillon, the Norfolk Regiment (en) (jusqu'en février 1918)
8e (Service) Bataillon, the Suffolk Regiment (jusqu'en février 1918)
6e (Service) Bataillon, Princess Charlotte of Wales's (Royal Berkshire Regiment) (jusqu'en février 1918)
8e (Service) Bataillon, Princess Charlotte of Wales's (Royal Berkshire Regiment) (jusqu'en février 1918)
7e (Service) Bataillon, the Queen's Own (Royal West Kent Regiment) (en) (en provenance de la 55e brigade, à partir de février 1918)
54e brigade :
11e (Service) Bataillon, Royal Fusiliers
6e (Service) Bataillon, the Northamptonshire Regiment
12e (Service) Bataillon, the Duke of Cambridge's Own (Middlesex Regiment) (en) (jusqu'en février 1918)
8e (Service) Bataillon, the Royal Sussex Regiment (en) (devient bataillon de pionniers en février 1915)
7e (Service) Bataillon, the Bedfordshire Regiment (en) (de février 1915 jusqu'en mai 1918)
2e Bataillon, the Bedfordshire Regiment (à partir de mai 1918)
55e brigade :
7e (Service) Bataillon, the Queen's (Royal West Surrey Regiment)
7e (Service) Bataillon, the Buffs (East Kent Regiment) (en)
8e (Service) Bataillon, the East Surrey Regiment (en)
7e (Service) Bataillon, the Queen's Own (Royal West Kent Regiment) (à la 53e brigade en février 1918)

### Rattachement
- 13e corps d'armée